# Suk asz-Szujuch
Suk asz-Szujuch (arab. سوق الشيوخ) – miasto w południowo-wschodnim Iraku, w muhafazie Zi Kar, nad Eufratem. Liczy ok. 35 tys. mieszkańców.